# Kalmückisches Khanat

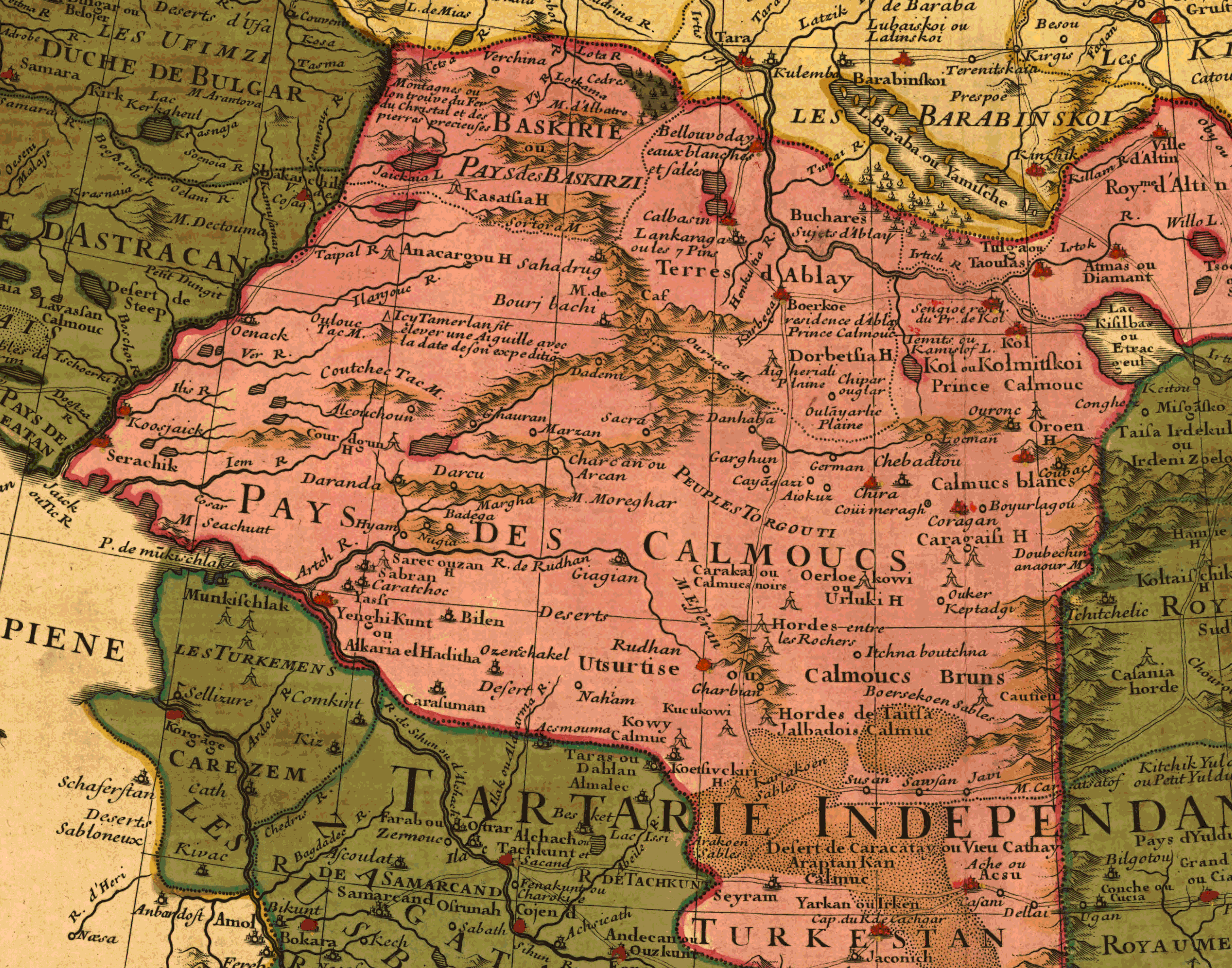
Das Kalmücken-Khanat in der Carte de Tartarie von Guillaume Delisle, 1706

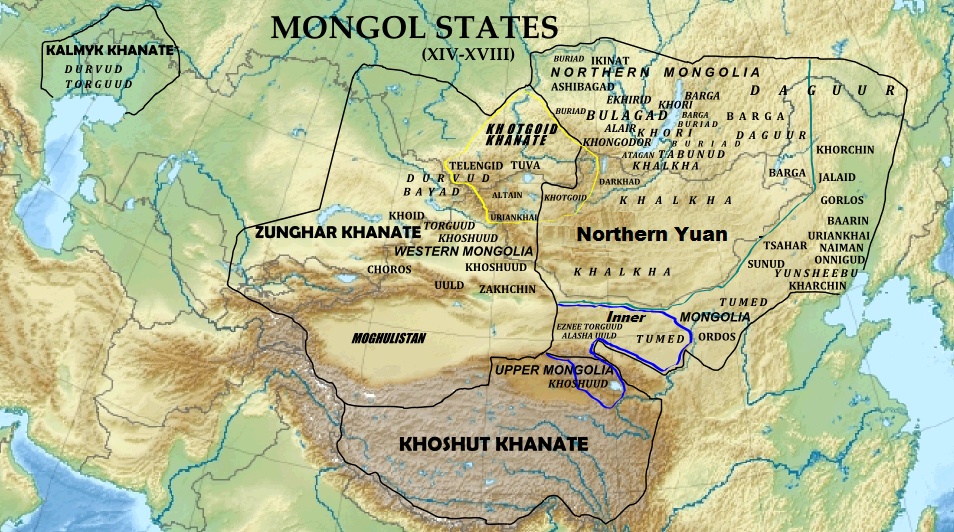
Kalmückisches Khanat am Nordufer des Kaspischen Meeres

Das Kalmückische Khanat war ein Khanat der Oiraten in der Eurasischen Steppe, das von 1633 bis 1771 Bestand hatte.
Das Herrschaftsgebiet umfasste Kalmückien und die umgebenden Gebiete, die von Stawropol bis Astrachan reichten. Für über hundert Jahre schützten kalmückische Truppen die russischen Grenzgebiete vor Invasionen. Kalmücken nahmen an vielen russischen Feldzügen gegen muslimische Stämme Zentralasiens, des Nordkaukasus und der Krim teil. Häufige Überfälle richteten sich gegen das Khanat der Krim, das Osmanische Reich und die Kubantataren. Zu den weiteren Opfern der Kalmücken zählten die Kasachen und die Turkmenen auf der Mangyschlak-Halbinsel, die von den Kalmücken unterjocht wurden. Das Khanat wurde schließlich vom Russischen Kaiserreich 1771 annektiert.

## Liste der Kalmückischen Khane
- Khu Urluk (1633–1644)
- Daichin (1644–1661)
- Puntsug (Monchak) (1661–1672)
- Ayuki (1672–1723)
- Tseren Donduk Khan (1723–1735)
- Donduk Ombo Khan (1735–1741)
- Donduk Dashi Khan (1741–1761)
- Ubashi Khan (1761–1771)
- Dodbi Khan (1771–1781)
- As Saray Khan (1781)